# Morti il 20 maggio
| Questa pagina contiene informazioni ricavate automaticamente dalle voci biografiche con l'ausilio del template Bio e di un bot. L'aggiornamento è periodico e automatico e ricostruisce completamente la pagina. Se manca una persona in questa lista, sei pregato di non aggiungerla, ma accertati piuttosto che la sua voce biografica contenga il template Bio e che i dati anagrafici siano correttamente compilati. Se il template Bio manca, inseriscilo tu stesso o, in alternativa, metti l'avviso {{tmp\|Bio}} che ne segnala la mancanza. Se i dati riportati sono sbagliati, correggi direttamente la voce biografica; le modifiche saranno visibili in questa lista entro pochi giorni. Per chiarimenti vedi il progetto biografie. La lista contiene solo le 453 persone che sono citate nell'enciclopedia e per le quali è stato implementato correttamente il template Bio. Pagina aggiornata al 17 ago 2025. |

## VII secolo(1)
- 685 - Egfrido di Northumbria, re (n. 645)

## VIII secolo(2)
- 774 - Guerino di Turgovia, nobile franco
- 794 - Etelberto II dell'Anglia orientale, sovrano e santo anglosassone

## X secolo(2)
- 952 - Macario I di Alessandria, arcivescovo cristiano orientale egiziano
- 965 - Gero I, nobile tedesco

## XII secolo(3)
- 1140 - Guido della Gherardesca, religioso e santo italiano (n. 1060)
- 1158 - Ambrogio, monaco cristiano e vescovo cattolico italiano
- 1199 - Pietro Parenzo, italiano

## XIII secolo(5)
- 1256 - Sabrisho V bar Masihi, vescovo cristiano orientale siro
- 1257 - Maurice FitzGerald, II signore di Offaly, nobile irlandese (n. 1194)
- 1277 - Papa Giovanni XXI, papa, arcivescovo e cardinale portoghese
- 1285 - Giovanni I di Cipro, sovrano cipriota
- 1299 - Dovmont di Pskov, russo (n. 1240)

## XIV secolo(5)
- 1328 - William Lamberton, vescovo cattolico scozzese
- 1349 - John de Ufford, presbitero inglese
- 1366 - Maria di Calabria, italiana (n. 1328)
- 1367 - Pierre Itier, cardinale e vescovo cattolico francese
- 1385 - Pierre de Monteruc, cardinale e vescovo cattolico francese

## XV secolo(6)
- 1431 - Guillaume de Challant, vescovo cattolico italiano
- 1444 - Bernardino da Siena, francescano, teologo e predicatore italiano (n. 1380)
- 1444 - Margherita di Kleve, principessa (n. 1416)
- 1449 - Pietro d'Aviz, principe (n. 1392)
- 1449 - Álvaro Vaz de Almada, I conte di Avranches, militare portoghese
- 1459 - Giuliano Falciglia da Salemi, filosofo italiano

## XVI secolo(10)
- 1501 - Colomba da Rieti, monaca cristiana italiana (n. 1467)
- 1503 - Lorenzo il Popolano, banchiere, politico e ambasciatore italiano (n. 1463)
- 1504 - Antonio de Raho, giurista italiano
- 1506 - Cristoforo Colombo, navigatore e esploratore italiano (n. 1451)
- 1525 - Alonso Fernández de Lugo, militare spagnolo
- 1550 - Ashikaga Yoshiharu, militare giapponese (n. 1511)
- 1553 - Christoph Wertwein, vescovo cattolico austriaco (n. 1512)
- 1576 - Maurizio Pietra, vescovo cattolico italiano (n. 1514)
- 1589 - Anna Maria di Brandeburgo-Ansbach, principessa tedesca (n. 1526)
- 1594 - Marco Marini, ebraista italiano (n. 1542)

## XVII secolo(12)
- 1604 - Simeone Tagliavia d'Aragona, cardinale e arcivescovo cattolico italiano (n. 1550)
- 1619 - Mattia d'Asburgo, re (n. 1557)
- 1622 - Ohrili Hüseyin Pascià, politico ottomano
- 1622 - Osman II, sultano ottomano (n. 1604)
- 1625 - Orazio Mochi, scultore italiano (n. 1571)
- 1627 - Gian Paolo Cavagna, pittore italiano (n. 1550)
- 1638 - Francesco Caldogno, militare e funzionario italiano
- 1648 - Ladislao IV Vasa, sovrano (n. 1595)
- 1650 - Francesco Sacrati, compositore italiano (n. 1605)
- 1671 - Andreas Heinrich Bucholtz, scrittore, poeta e teologo tedesco (n. 1607)
- 1677 - George Digby, II conte di Bristol, nobile, politico e diplomatico inglese (n. 1612)
- 1694 - Robert Spencer, I visconte Teviot, politico e nobile inglese (n. 1629)

## XVIII secolo(23)
- 1701 - Cristiana di Schleswig-Holstein-Sonderburg-Glücksburg, duchessa (n. 1634)
- 1712 - Cristiano Ernesto di Brandeburgo-Bayreuth, nobile tedesco (n. 1644)
- 1715 - Armand Jean de Vignerot du Plessis, ammiraglio francese (n. 1629)
- 1722 - Sébastien Vaillant, botanico francese (n. 1669)
- 1738 - Kazimierz Leon Sapieha, nobile e generale polacco (n. 1697)
- 1751 - Domingo Miguel Bernabé Terradellas, compositore spagnolo (n. 1713)
- 1755 - Johann Georg Gmelin, botanico e esploratore tedesco (n. 1709)
- 1758 - Henrik Benzelius, arcivescovo luterano e teologo svedese (n. 1689)
- 1762 - Francesco Rapolla, giurista e politico italiano (n. 1701)
- 1768 - Francesco Brusa, compositore e organista italiano (n. 1700)
- 1777 - Pietro Piffetti, ebanista italiano (n. 1701)
- 1778 - Gaetano Zompini, pittore e incisore italiano (n. 1700)
- 1782 - William Emerson, matematico inglese (n. 1701)
- 1782 - Carlo Giovanni Testori, compositore e violinista italiano (n. 1714)
- 1784 - Giovanni Battista Rospigliosi, nobile italiano (n. 1724)
- 1786 - Giuseppe Tomaso de Rossi, vescovo cattolico italiano (n. 1708)
- 1787 - Giovan Gualberto Brunetti, compositore italiano (n. 1706)
- 1792 - Antoine Louis, chirurgo e fisiologo francese (n. 1723)
- 1793 - Timur Shah Durrani, afghano (n. 1746)
- 1793 - Charles Bonnet, biologo e filosofo svizzero (n. 1720)
- 1795 - Francesco Paolo Di Blasi, patriota e giurista italiano (n. 1753)
- 1795 - Ludovico Eugenio di Württemberg, duca tedesco (n. 1731)
- 1797 - Anton Maria Garbi, pittore italiano (n. 1718)

## XIX secolo(61)
- 1810 - Dietrich Ludwig Gustav Karsten, mineralogista tedesco (n. 1768)
- 1812 - Hieronymus von Colloredo, arcivescovo cattolico e mecenate austriaco (n. 1732)
- 1814 - Giovanni Antonio Rizzi Zannoni, cartografo e geografo italiano (n. 1736)
- 1820 - Karl Ludwig Sand, assassino tedesco (n. 1795)
- 1821 - Luigi Emanuele Corvetto, politico e avvocato italiano (n. 1756)
- 1821 - Abraham Pihl, religioso, astronomo e architetto norvegese (n. 1756)
- 1831 - Henri Grégoire, presbitero e politico francese (n. 1750)
- 1833 - Éloi Labarre, architetto francese (n. 1764)
- 1834 - Gilbert du Motier de La Fayette, generale e politico francese (n. 1757)
- 1835 - Al-Husayn II ibn Mahmud, sovrano tunisino (n. 1784)
- 1837 - Johan Afzelius, chimico svedese (n. 1753)
- 1837 - Federico d'Assia-Kassel, nobile (n. 1747)
- 1839 - Ernst zu Münster, politico tedesco (n. 1766)
- 1845 - Joseph von Hazzi, giurista e ufficiale tedesco (n. 1768)
- 1851 - Stanko Vraz, poeta e scrittore sloveno (n. 1810)
- 1852 - Mario Pieri, letterato italiano (n. 1776)
- 1853 - Henri-Bernard Dabadie, cantante e baritono francese (n. 1797)
- 1856 - Luigi de Margherita, avvocato, politico e giurista italiano (n. 1783)
- 1858 - Gennaro Maldarelli, pittore italiano (n. 1795)
- 1858 - Philipp Maximilian Opiz, botanico ceco (n. 1787)
- 1859 - Josip Jelačić, militare e politico (n. 1801)
- 1860 - William Butterworth Bayley, diplomatico e politico britannico (n. 1781)
- 1860 - Filippo Delpino, patriota italiano (n. 1779)
- 1862 - Angelo Pezzana, storico, bibliotecario e filologo italiano (n. 1772)
- 1863 - Salvatore da Ozieri, arcivescovo cattolico italiano (n. 1795)
- 1864 - John Clare, poeta inglese (n. 1793)
- 1866 - Lemuel Cook, militare statunitense (n. 1759)
- 1869 - Angelo Mengaldo, militare, letterato e patriota italiano (n. 1787)
- 1873 - Giuseppe Sappa, magistrato e politico italiano (n. 1803)
- 1875 - Carl Heinrich Theodor Knorr, imprenditore tedesco (n. 1800)
- 1875 - Amalia di Oldenburg, sovrana greca (n. 1818)
- 1876 - Willis Arnold Gorman, politico e avvocato statunitense (n. 1816)
- 1879 - Peter Michal Bohúň, pittore slovacco (n. 1822)
- 1879 - Carl Wilhelm Schnars, archeologo, giornalista e viaggiatore tedesco (n. 1806)
- 1880 - William Hallowes Miller, mineralogista, cristallografo e fisico britannico (n. 1801)
- 1880 - François Tamisier, militare e politico francese (n. 1809)
- 1880 - Eugenio I di Ligne, nobile, politico e diplomatico belga (n. 1804)
- 1881 - Prosper Duvergier de Hauranne, politico francese (n. 1798)
- 1883 - Robert Rößler, poeta tedesco (n. 1838)
- 1884 - Leopoldo di Sassonia-Coburgo-Koháry, principe tedesco (n. 1824)
- 1885 - Frederick Theodore Frelinghuysen, politico statunitense (n. 1817)
- 1886 - Pierre-Édouard Frère, pittore e litografo francese (n. 1819)
- 1887 - Alexander Ecker, antropologo e anatomista tedesco (n. 1816)
- 1887 - Aleksandr Il'ič Ul'janov, rivoluzionario russo (n. 1866)
- 1888 - Christian Knud Frederik Molbech, traduttore, poeta e scrittore danese (n. 1821)
- 1889 - Samuele Alatri, imprenditore, patriota e politico italiano (n. 1805)
- 1889 - Benno Kerry, filosofo e psicologo austriaco (n. 1858)
- 1890 - Antonio Guerra, politico italiano (n. 1824)
- 1891 - Gaspare Gorresio, glottologo e politico italiano (n. 1808)
- 1891 - Jules Richard, fotografo e traduttore francese (n. 1816)
- 1893 - Jacob Moleschott, fisiologo, filosofo e politico olandese (n. 1822)
- 1895 - Johannes Duntze, pittore tedesco (n. 1823)
- 1896 - Julie Schwabe, filantropa e pedagogista tedesca (n. 1818)
- 1896 - Clara Schumann, pianista e compositrice tedesca (n. 1819)
- 1897 - Horatio King, politico statunitense (n. 1811)
- 1897 - Davide Riccardi, arcivescovo cattolico italiano (n. 1833)
- 1897 - Matt Wilson, calciatore nordirlandese (n. 1842)
- 1898 - Diego Vitrioli, poeta italiano (n. 1819)
- 1899 - Carlotta Grisi, ballerina italiana (n. 1819)
- 1899 - Frederick William Mackey Holliday, politico statunitense (n. 1828)
- 1900 - André Léo, scrittrice francese (n. 1824)

## XX secolo(213)
- 1901 - Johannes Minckwitz, scacchista e compositore di scacchi tedesco (n. 1843)
- 1903 - Josepha Hendrina Stenmanns, religiosa tedesca (n. 1852)
- 1903 - Konstantin Vojnović, politico serbo (n. 1832)
- 1907 - Francesco Bidischini, patriota e militare italiano (n. 1835)
- 1909 - Theodor Wilhelm Engelmann, botanico, fisiologo e docente tedesco (n. 1843)
- 1909 - Antonio Tagliaferri, architetto italiano (n. 1835)
- 1912 - Giorgio Guglielmo di Hannover, principe tedesco (n. 1880)
- 1912 - Arcangelo Tadini, presbitero italiano (n. 1846)
- 1913 - Henry Flagler, imprenditore statunitense (n. 1830)
- 1914 - Ines Oddone, sindacalista e giornalista italiana (n. 1874)
- 1916 - Apollonio Di Bilio, pittore italiano (n. 1885)
- 1916 - Johannes Otto Kehr, chirurgo tedesco (n. 1862)
- 1916 - Corrado Venini, militare italiano (n. 1880)
- 1917 - Filippo De Ferrari, filatelista francese (n. 1850)
- 1917 - Romilda Pantaleoni, soprano italiano (n. 1847)
- 1918 - Fedele Caretti, militare italiano (n. 1892)
- 1918 - Antonio Ceruti, archivista, storico e presbitero italiano (n. 1830)
- 1918 - Guido Vitale, diplomatico, linguista e sinologo italiano (n. 1872)
- 1920 - Emil Ábrányi, poeta, giornalista e critico letterario ungherese (n. 1851)
- 1921 - Bernard Coyne, statunitense (n. 1897)
- 1921 - Alexander Halprin, scacchista russo (n. 1868)
- 1924 - Lucia Fairchild Fuller, pittrice statunitense (n. 1872)
- 1924 - Edward Goschen, diplomatico inglese (n. 1847)
- 1924 - Bogd Khan, religioso mongolo (n. 1869)
- 1925 - Joseph Howard, politico maltese (n. 1862)
- 1926 - Alberto Issel, pittore e imprenditore italiano (n. 1848)
- 1926 - Vittorio Pieri, attore teatrale italiano (n. 1854)
- 1927 - Eduard Brückner, geografo, meteorologo e climatologo tedesco (n. 1862)
- 1929 - James Hall, velocista indiano (n. 1903)
- 1932 - Bubber Miley, trombettista statunitense (n. 1903)
- 1932 - María Crescencia Pérez, religiosa argentina (n. 1897)
- 1932 - Eduardo Ximenes, illustratore e scrittore italiano (n. 1852)
- 1935 - Robert Ellis, scenografo statunitense (n. 1888)
- 1936 - Luigi Andreoni, ingegnere italiano (n. 1853)
- 1936 - Nick Cogley, attore, regista e sceneggiatore statunitense (n. 1869)
- 1936 - Alexis-Henri-Marie Lépicier, cardinale e arcivescovo cattolico francese (n. 1863)
- 1937 - Angelo Giacinto Scapardini, arcivescovo cattolico italiano (n. 1861)
- 1938 - Achille Bertarelli, collezionista d'arte e scrittore italiano (n. 1863)
- 1938 - Pietro Burgatti, matematico e fisico italiano (n. 1868)
- 1939 - Joe Carr, dirigente sportivo statunitense (n. 1880)
- 1939 - Ettore Ciccotti, storico, politologo e politico italiano (n. 1863)
- 1939 - Karl von Kirchbach auf Lauterbach, generale austro-ungarico (n. 1856)
- 1939 - Roman Steinberg, lottatore estone (n. 1900)
- 1940 - Jozef Gregor Tajovský, poeta e scrittore slovacco (n. 1874)
- 1940 - Carl Gustaf Verner von Heidenstam, scrittore e poeta svedese (n. 1859)
- 1941 - Raul Proença, filosofo, giornalista e scrittore portoghese (n. 1884)
- 1941 - Wilhelm Süssmann, generale tedesco (n. 1891)
- 1942 - Nini Roll Anker, scrittrice norvegese (n. 1873)
- 1942 - John Goodall, calciatore e allenatore di calcio inglese (n. 1863)
- 1942 - Hector Guimard, architetto francese (n. 1867)
- 1942 - Leonida Mastrodicasa, anarchico italiano (n. 1888)
- 1943 - Ludwig Sebastian, vescovo cattolico tedesco (n. 1862)
- 1944 - Franz Jelinek, calciatore tedesco (n. 1922)
- 1944 - Delio Ricci, partigiano italiano (n. 1925)
- 1944 - Vincent Rose, cantautore italiano (n. 1880)
- 1944 - Sergio Tavernari, partigiano italiano (n. 1923)
- 1945 - Albert Amrhein, rugbista a 15 tedesco (n. 1870)
- 1945 - Giuseppe Biasi, pittore, incisore e illustratore italiano (n. 1885)
- 1945 - Aleksandr Evgen'evič Fersman, geologo, mineralogista e esploratore russo (n. 1883)
- 1945 - Robert Newhard, direttore della fotografia statunitense (n. 1884)
- 1945 - Vladimir Vazov, generale e politico bulgaro (n. 1868)
- 1946 - Edmond Derrien, ammiraglio francese (n. 1882)
- 1946 - Jacob Ellehammer, orologiaio e inventore danese (n. 1871)
- 1946 - Emil Frey, compositore e pianista svizzero (n. 1889)
- 1946 - Enrico Gasparri, cardinale e arcivescovo cattolico italiano (n. 1871)
- 1946 - Martin Kargl, calciatore austriaco (n. 1912)
- 1947 - Emilio Colombo, giornalista, calciatore e arbitro di calcio italiano (n. 1884)
- 1947 - Philipp von Lenard, fisico tedesco (n. 1862)
- 1947 - Friedrich-Wilhelm Müller, generale tedesco (n. 1897)
- 1947 - Giacomo Suardo, politico italiano (n. 1883)
- 1948 - George Beurling, militare canadese (n. 1921)
- 1948 - Teresita Pasini, pacifista e giornalista italiana (n. 1869)
- 1949 - Damaskinos Papandreou, arcivescovo ortodosso e politico greco (n. 1891)
- 1950 - Dinu Brătianu, politico rumeno (n. 1866)
- 1950 - John Gould Fletcher, poeta statunitense (n. 1886)
- 1952 - Edvige Mussolini, italiana (n. 1888)
- 1952 - Orfeo Ponsin, ciclista su strada italiano (n. 1928)
- 1953 - Cesare Scoccimarro, architetto italiano (n. 1897)
- 1954 - Giuseppe Damaggio, politico italiano (n. 1906)
- 1955 - Tetsuzō Iwamoto, militare e aviatore giapponese (n. 1916)
- 1956 - Max Beerbohm, scrittore inglese (n. 1872)
- 1956 - Zoltán Halmay, nuotatore ungherese (n. 1881)
- 1957 - Gilbert Murray, grecista e traduttore australiano (n. 1866)
- 1957 - Penrhyn Stanlaws, illustratore e regista statunitense (n. 1877)
- 1957 - David Thompson, attore statunitense (n. 1884)
- 1958 - Frédéric François-Marsal, politico francese (n. 1874)
- 1958 - Edmund Minahan, velocista statunitense (n. 1882)
- 1958 - Varvara Stepanova, artista sovietica (n. 1894)
- 1959 - Alfred Schütz, filosofo e sociologo austriaco (n. 1899)
- 1959 - Irak'li Ts'ereteli, politico georgiano (n. 1881)
- 1960 - Herbert Mason, fotografo, regista e produttore cinematografico inglese (n. 1891)
- 1960 - Audrey Wurdemann, poetessa statunitense (n. 1911)
- 1961 - Ernesto Giardini, banchiere e politico italiano (n. 1869)
- 1962 - Antonio Cortella, calciatore argentino (n. 1896)
- 1962 - Georges Marçais, orientalista francese (n. 1876)
- 1962 - Alessandro Pirzio Biroli, generale e schermidore italiano (n. 1877)
- 1962 - Josef Uridil, allenatore di calcio e calciatore austriaco (n. 1895)
- 1963 - Euphrasia Donnelly, nuotatrice statunitense (n. 1905)
- 1963 - Enrico Felli, imprenditore e politico italiano (n. 1879)
- 1963 - Russell A. Gausman, scenografo statunitense (n. 1892)
- 1963 - Jean-Louis Vaudoyer, storico dell'arte, scrittore e poeta francese (n. 1883)
- 1964 - Rudy Lewis, cantante statunitense (n. 1936)
- 1964 - Giuseppe Ravegnani, scrittore, critico letterario e giornalista italiano (n. 1895)
- 1965 - Edgar Barth, pilota automobilistico tedesco (n. 1917)
- 1965 - Charles Camoin, pittore francese (n. 1879)
- 1965 - Adevildo De Marchi, calciatore italiano (n. 1894)
- 1965 - Amos Edallo, architetto, urbanista e scultore italiano (n. 1908)
- 1965 - Riccardo Francalancia, pittore italiano (n. 1886)
- 1965 - Vincent Martínez Català, calciatore spagnolo (n. 1916)
- 1965 - Kristian Middelboe, calciatore danese (n. 1881)
- 1965 - Walter Percy Day, pittore e effettista britannico (n. 1878)
- 1965 - Maximilian Wancura, calciatore austriaco (n. 1885)
- 1966 - Jacob Hergenhahn, ginnasta e multiplista tedesco (n. 1881)
- 1966 - Armando Latini, ciclista su strada e pistard italiano (n. 1913)
- 1966 - Santi Savarino, giornalista, commediografo e politico italiano (n. 1887)
- 1967 - Angelo Barile, poeta italiano (n. 1888)
- 1967 - Federico Negrotto Cambiaso, militare e politico italiano (n. 1876)
- 1968 - Noël Corbu, francese (n. 1912)
- 1968 - Luigi d'Assia-Darmstadt, principe tedesco (n. 1908)
- 1968 - Vittorio Morelli, scultore italiano (n. 1886)
- 1969 - Victor Daimaca, docente romeno (n. 1892)
- 1969 - Umberto Rouselle, ammiraglio italiano (n. 1898)
- 1969 - Fred Sherman, attore statunitense (n. 1905)
- 1969 - Jack Stevens, generale e dirigente pubblico australiano (n. 1896)
- 1970 - Luigi Palmieri, politico italiano (n. 1913)
- 1971 - Martín Dihigo, giocatore di baseball cubano (n. 1906)
- 1971 - Joop van Hulzen, attore olandese (n. 1898)
- 1971 - Waldo Williams, poeta britannico (n. 1904)
- 1972 - Paolo Bianchi, ciclista su strada italiano (n. 1908)
- 1973 - Renzo Pasolini, pilota motociclistico italiano (n. 1938)
- 1973 - Jarno Saarinen, pilota motociclistico finlandese (n. 1945)
- 1974 - Pierre Abraham, giornalista, saggista e critico letterario francese (n. 1892)
- 1974 - Jean Daniélou, teologo e cardinale francese (n. 1905)
- 1974 - Theodor Förster, chimico e fisico tedesco (n. 1910)
- 1974 - Dominique Hoàng Văn Đoàn, vescovo cattolico vietnamita (n. 1912)
- 1974 - Alfredo Monza, calciatore e allenatore di calcio italiano (n. 1911)
- 1974 - Leontine Sagan, regista cinematografica tedesca (n. 1889)
- 1975 - Romano Calisi, pedagogo e antropologo italiano (n. 1931)
- 1975 - Manuel Fal Conde, avvocato e politico spagnolo (n. 1894)
- 1975 - Barbara Hepworth, scultrice inglese (n. 1903)
- 1975 - Vera Kaščeeva, medico sovietico (n. 1922)
- 1975 - Faumuina Mulinu'u II, politico samoano (n. 1921)
- 1975 - Alfred Neveu, bobbista svizzero (n. 1890)
- 1975 - Richard Oehm, calciatore tedesco (n. 1909)
- 1975 - Erwin Straus, neurologo, psichiatra e psicologo tedesco (n. 1891)
- 1976 - Giuseppe Cioffi, compositore e direttore d'orchestra italiano (n. 1901)
- 1976 - Bobby Pearce, canottiere australiano (n. 1905)
- 1977 - Vittorio Minguzzi, aviatore e generale italiano (n. 1912)
- 1977 - Achille Pizziolo, arbitro di calcio italiano (n. 1897)
- 1978 - Dick Been, calciatore olandese (n. 1914)
- 1980 - Vladimir Nikanorov, calciatore e hockeista su ghiaccio sovietico (n. 1917)
- 1980 - Mauro Reggiani, pittore italiano (n. 1897)
- 1981 - Giorgio Giaretta, calciatore italiano (n. 1912)
- 1981 - Noboru Nakamura, regista e sceneggiatore giapponese (n. 1913)
- 1982 - Monk Montgomery, bassista statunitense (n. 1921)
- 1983 - Clair Bee, allenatore di pallacanestro statunitense (n. 1896)
- 1983 - Harvey Gaylord, imprenditore statunitense (n. 1904)
- 1983 - Erik Johansson, calciatore svedese (n. 1900)
- 1983 - Prithipal Singh, hockeista su prato indiano (n. 1932)
- 1983 - Aleksandr Žirov, sciatore alpino sovietico (n. 1958)
- 1984 - Peter Bull, attore britannico (n. 1912)
- 1984 - Vittorio Gliubich, canottiere italiano (n. 1902)
- 1984 - Pál Kárpáti, calciatore ungherese (n. 1909)
- 1984 - Ólafur Jóhannesson, politico islandese (n. 1913)
- 1985 - Giulio Crosti, giornalista e scrittore italiano (n. 1907)
- 1985 - Franco Fornari, psicoanalista e medico italiano (n. 1921)
- 1985 - George Memmoli, attore statunitense (n. 1938)
- 1985 - Eduardo Ortiz de Landázuri, medico e docente spagnolo (n. 1910)
- 1985 - Stefano Zaino, partigiano italiano (n. 1905)
- 1986 - Anatolij Ivanovič Baranov, ingegnere sovietico (n. 1953)
- 1986 - Stephen Carr, attore statunitense (n. 1906)
- 1986 - Don Gray, cestista canadese (n. 1916)
- 1986 - Carlo Ronza, politico italiano (n. 1902)
- 1986 - Helen Brooke Taussig, cardiologa statunitense (n. 1898)
- 1987 - Kenji Imai, architetto e docente giapponese (n. 1895)
- 1988 - Ana Aslan, biologa e medico romena (n. 1897)
- 1988 - Nicola Ceravolo, dirigente sportivo italiano (n. 1907)
- 1988 - Víctor Unamuno, calciatore spagnolo (n. 1909)
- 1989 - John Hicks, economista inglese (n. 1904)
- 1989 - Lyn Murray, compositore, musicista e direttore d'orchestra inglese (n. 1909)
- 1989 - Gilda Radner, attrice e comica statunitense (n. 1946)
- 1989 - Gōgen Yamaguchi, karateka e maestro di karate giapponese (n. 1909)
- 1991 - Michel Gauquelin, psicologo, statistico e astrologo francese (n. 1928)
- 1992 - Giorgio Agosti, magistrato, partigiano e antifascista italiano (n. 1910)
- 1992 - Giovanni Colombo, cardinale e arcivescovo cattolico italiano (n. 1902)
- 1992 - Dante Virgili, scrittore italiano (n. 1928)
- 1993 - Dragoljub Janošević, scacchista jugoslavo (n. 1923)
- 1994 - Bartine Burkett, attrice statunitense (n. 1898)
- 1994 - Masayoshi Itō, politico giapponese (n. 1913)
- 1994 - Martino Matronola, abate e vescovo cattolico italiano (n. 1903)
- 1994 - Jiří Sobotka, allenatore di calcio e calciatore cecoslovacco (n. 1911)
- 1995 - Maurice Banide, calciatore francese (n. 1905)
- 1995 - Rita Boley Bolaffio, artista italiana (n. 1898)
- 1995 - Burton Jastram, canottiere statunitense (n. 1910)
- 1995 - Florijan Matekalo, calciatore e allenatore di calcio jugoslavo (n. 1920)
- 1995 - Andy Poe, attore filippino (n. 1943)
- 1996 - Lewis Combs, militare statunitense (n. 1895)
- 1996 - Willi Daume, cestista, dirigente sportivo e imprenditore tedesco (n. 1913)
- 1996 - Filiberto Manzo, cestista messicano (n. 1930)
- 1996 - Jon Pertwee, attore britannico (n. 1919)
- 1997 - Virgilio Barco Vargas, politico colombiano (n. 1921)
- 1997 - John Rawlins, regista e montatore statunitense (n. 1902)
- 1997 - Antonio Seccareccia, poeta e scrittore italiano (n. 1920)
- 1998 - Chuck Bloedorn, cestista e giocatore di baseball statunitense (n. 1912)
- 1998 - Ricardo Franco, regista, sceneggiatore e attore spagnolo (n. 1949)
- 1999 - Massimo D'Antona, giurista italiano (n. 1948)
- 1999 - Renato Gei, allenatore di calcio e calciatore italiano (n. 1921)
- 2000 - Maria Adelaide Aglietta, politica italiana (n. 1940)
- 2000 - Charles Antenen, calciatore svizzero (n. 1929)
- 2000 - Edward Bernds, regista e sceneggiatore statunitense (n. 1905)
- 2000 - Roberto Meléndez, calciatore e allenatore di calcio colombiano (n. 1912)
- 2000 - Jean-Pierre Rampal, flautista francese (n. 1922)
- 2000 - Malik Sealy, cestista statunitense (n. 1970)

## XXI secolo(110)
- 2001 - Renato Carosone, cantautore, pianista e direttore d'orchestra italiano (n. 1920)
- 2001 - Valdeko Valdmäe, cestista e pallavolista estone (n. 1913)
- 2001 - Giampiero Vitali, calciatore, allenatore di calcio e dirigente sportivo italiano (n. 1940)
- 2002 - Luigi Ambrosoli, storico italiano (n. 1919)
- 2002 - Stephen Jay Gould, biologo, zoologo e paleontologo statunitense (n. 1941)
- 2002 - Sándor Kónya, tenore ungherese (n. 1923)
- 2002 - Eduardo de Medeiros, pentatleta brasiliano (n. 1923)
- 2003 - Zbigniew Gawior, slittinista polacco (n. 1946)
- 2004 - Marc Moallic, fumettista, sceneggiatore e illustratore francese (n. 1907)
- 2004 - Leonid Petrovič Teljatnikov, militare e vigile del fuoco sovietico (n. 1951)
- 2005 - J. D. Cannon, attore statunitense (n. 1922)
- 2005 - Francesco Degrada, musicologo, clavicembalista e curatore editoriale italiano (n. 1940)
- 2005 - Joseph Levis, schermidore statunitense (n. 1905)
- 2005 - Paul Ricœur, filosofo francese (n. 1913)
- 2006 - Vittorio Castellani, astrofisico, speleologo e archeologo italiano (n. 1937)
- 2006 - Zoe Rae, attrice statunitense (n. 1910)
- 2006 - Jean-Louis de Rambures, giornalista, scrittore e traduttore francese (n. 1930)
- 2006 - Oscar Serfilippi, vescovo cattolico italiano (n. 1929)
- 2007 - Christian Delacampagne, filosofo e scrittore francese (n. 1949)
- 2007 - Alberto Grilli, latinista e filologo classico italiano (n. 1920)
- 2007 - Stanley Miller, biochimico statunitense (n. 1930)
- 2007 - Marcello Morgante, vescovo cattolico italiano (n. 1915)
- 2007 - Oswald Tschirtner, pittore austriaco (n. 1920)
- 2007 - Ben Weisman, compositore statunitense (n. 1921)
- 2008 - Charles Brenner, psicoanalista statunitense (n. 1913)
- 2008 - Gian Paolo Brizio, dirigente d'azienda e politico italiano (n. 1929)
- 2008 - Dimităr Dimov, calciatore bulgaro (n. 1937)
- 2008 - Xïwaz Qaýırqızı Dospanova, aviatrice e militare sovietica (n. 1922)
- 2008 - Jürgen Ehlers, fisico tedesco (n. 1929)
- 2008 - Harald Hein, schermidore tedesco (n. 1950)
- 2008 - Tristano Manacorda, fisico italiano (n. 1920)
- 2009 - Nguyễn Bá Cẩn, politico vietnamita (n. 1930)
- 2009 - Arthur Erickson, architetto canadese (n. 1924)
- 2009 - Pierre Gamarra, scrittore, poeta e drammaturgo francese (n. 1919)
- 2009 - Lucy Gordon, attrice e modella inglese (n. 1980)
- 2009 - Oleg Ivanovič Jankovskij, attore russo (n. 1944)
- 2009 - Alan James Alexander Kelly, calciatore e allenatore di calcio irlandese (n. 1936)
- 2009 - Sandro Serangeli, giurista e avvocato italiano (n. 1939)
- 2010 - Umberto Bernardini, generale e aviatore italiano (n. 1921)
- 2010 - Felice Virgilio di Virgilio, francescano e storico italiano (n. 1934)
- 2010 - Giampaolo Fabris, sociologo italiano (n. 1938)
- 2010 - Renato Filippelli, poeta e saggista italiano (n. 1936)
- 2010 - Walter Rudin, matematico statunitense (n. 1921)
- 2010 - Guido Sereni, scrittore e poeta italiano (n. 1925)
- 2011 - Ricky Bruch, discobolo, pesista e attore svedese (n. 1946)
- 2011 - Luciano Comida, scrittore italiano (n. 1954)
- 2011 - Roberto Morrione, giornalista italiano (n. 1941)
- 2011 - Jiří Pešek, allenatore di calcio e calciatore cecoslovacco (n. 1927)
- 2011 - Randy Savage, wrestler statunitense (n. 1952)
- 2012 - Robin Gibb, cantante, compositore e arrangiatore britannico (n. 1949)
- 2012 - Abd el-Basset Ali al-Megrahi, agente segreto libico (n. 1952)
- 2012 - Eugene Polley, inventore statunitense (n. 1915)
- 2012 - David Ridgway, storico e etruscologo britannico (n. 1938)
- 2013 - Flavio Costantini, pittore e illustratore italiano (n. 1926)
- 2013 - Billy Dawe, hockeista su ghiaccio canadese (n. 1924)
- 2013 - Miloslav Kříž, cestista e allenatore di pallacanestro cecoslovacco (n. 1924)
- 2013 - Ray Manzarek, organista, pianista e cantautore statunitense (n. 1939)
- 2013 - Zach Sobiech, cantautore statunitense (n. 1995)
- 2014 - Claudio Galassi, calciatore e allenatore di calcio italiano (n. 1941)
- 2014 - Sandra Bem, psicologa statunitense (n. 1944)
- 2015 - Harald Eriksson, fondista svedese (n. 1921)
- 2015 - Manfred Müller, vescovo cattolico tedesco (n. 1926)
- 2015 - Mary Ellen Trainor, attrice statunitense (n. 1952)
- 2016 - Gerrit Bals, calciatore olandese (n. 1936)
- 2016 - Kang Sok-ju, politico e diplomatico nordcoreano (n. 1939)
- 2017 - Paul Falk, pattinatore artistico su ghiaccio tedesco (n. 1921)
- 2017 - Dan Găureanu, schermidore rumeno (n. 1967)
- 2017 - Noel Kinsey, calciatore gallese (n. 1925)
- 2017 - Jean E. Sammet, informatica statunitense (n. 1928)
- 2017 - Natalija Šachovskaja, violoncellista russa (n. 1935)
- 2018 - Antonio Annibale, calciatore italiano (n. 1940)
- 2018 - Jaroslav Brabec, pesista cecoslovacco (n. 1949)
- 2018 - Billy Cannon, giocatore di football americano statunitense (n. 1937)
- 2018 - Ramón Chao, scrittore e giornalista spagnolo (n. 1935)
- 2018 - Patricia Morison, attrice e cantante statunitense (n. 1915)
- 2019 - Niki Lauda, pilota automobilistico, imprenditore e dirigente sportivo austriaco (n. 1949)
- 2019 - Giuseppe Panella, filosofo, saggista e poeta italiano (n. 1955)
- 2019 - Staffan Stockenberg, tennista svedese (n. 1931)
- 2020 - Wolfgang Gunkel, canottiere tedesco (n. 1948)
- 2020 - Margaret Maughan, arciera e nuotatrice britannica (n. 1928)
- 2020 - Adolfo Nicolás, gesuita spagnolo (n. 1936)
- 2020 - Kalinka Simanova, cestista bulgara (n. 1926)
- 2020 - Gianfranco Terenzi, politico sammarinese (n. 1941)
- 2020 - Muzaffar al Nawab, poeta, scrittore e letterato iracheno (n. 1934)
- 2021 - Tarcisio Grandi, politico italiano (n. 1951)
- 2021 - Roger Hawkins, batterista statunitense (n. 1945)
- 2021 - Giancarlo Majorino, poeta, drammaturgo e insegnante italiano (n. 1928)
- 2021 - Moussa N'Diaye, cestista senegalese (n. 1934)
- 2021 - Ruggiero Orofino, tenore italiano (n. 1922)
- 2021 - Jean Penzer, direttore della fotografia francese (n. 1927)
- 2021 - Sándor Puhl, arbitro di calcio ungherese (n. 1955)
- 2021 - Abubakar Shekau, terrorista nigeriano (n. 1974)
- 2022 - Alfredo Genovesio, calciatore italiano (n. 1932)
- 2022 - Susan Roces, attrice filippina (n. 1941)
- 2022 - Walter Valentini, pittore, scultore e incisore italiano (n. 1928)
- 2023 - Anna Bartolini, giornalista italiana (n. 1937)
- 2023 - Leon Ichaso, regista cubano (n. 1948)
- 2023 - Terry McDermott, pattinatore di velocità su ghiaccio statunitense (n. 1940)
- 2023 - Sante Ranucci, ciclista su strada italiano (n. 1933)
- 2024 - Jean-Claude Gaudin, politico francese (n. 1939)
- 2024 - Giorgio Marconi, gallerista italiano (n. 1930)
- 2024 - Eiko Masuyama, doppiatrice giapponese (n. 1936)
- 2024 - Karl-Heinz Schnellinger, calciatore tedesco (n. 1939)
- 2025 - Nino Benvenuti, pugile e attore italiano (n. 1938)
- 2025 - Joan Harrison, nuotatrice sudafricana (n. 1935)
- 2025 - Gadi Kinda, calciatore etiope (n. 1994)
- 2025 - Trần Đức Lương, politico vietnamita (n. 1937)
- 2025 - Jayant Vishnu Narlikar, astrofisico, divulgatore scientifico e scrittore indiano (n. 1938)
- 2025 - Stefano Simoncelli, poeta italiano (n. 1950)
- 2025 - George Wendt, attore statunitense (n. 1948)